# Lübs
Lübs – gmina w Niemczech w kraju związkowym Meklemburgia-Pomorze Przednie, w powiecie Vorpommern-Greifswald, wchodzi w skład Związku Gmin Am Stettiner Haff. Leży na zachodnim skraju Puszczy Wkrzańskiej (Ueckermünde Heide).
Przez teren gminy przebiega droga krajowa B109 oraz linia kolejowa Angermünde – Stralsund. Najbliższa stacja kolejowa to Ducherow.